# Rakovci
Rakovci este o localitate din comuna Sveti Tomaž, Slovenia, cu o populație de 148 de locuitori.